# ViaSat-1
ViaSat-1 es un satélite de comunicaciones de alto rendimiento propiedad de ViaSat y Telesat Canada. Lanzado el 19 de octubre de 2011 a bordo de un cohete Proton. Tuvo el récord Guinness para el satélite de comunicaciones de mayor capacidad del mundo con una capacidad total de más de 140 Gbit / s, más que todos los satélites que cubren América del Norte en el momento de su lanzamiento.
El satélite está posicionado a 115.1 grados de punto orbital geoestacionario de longitud oeste, con 72 haces puntuales de banda ka: 63 sobre los Estados Unidos (estados del este y oeste, Alaska y Hawái), y nueve sobre Canadá. Los haces canadienses son propiedad del operador satelital Telesat y se usan para el servicio de banda ancha Xplornet para consumidores en zonas rurales de Canadá. Los haces de EE. UU. proporcionan un acceso rápido a Internet denominado Exede, el servicio de Internet satelital de ViaSat.